# Menno Pot
Menno Pot (15 februari 1975) is een Nederlandse schrijver, vooral bekend als popjournalist en voetbalschrijver, met Ajax als voornaamste onderwerp.

## Popjournalistiek
Pot studeerde in 1998 af in Culturele Studies (richting Publicistiek) aan de Universiteit van Amsterdam. Als popjournalist debuteerde hij in 1997 bij het maandblad Watt. Sinds november 1998 publiceert Pot als popjournalist voor de Volkskrant.
Hij droeg korte verhalen bij aan uiteenlopende boeken over popmuziek, bijvoorbeeld over Golden Earring (in de bundel Idolen uit 2001) en Herman Brood (in de bundel Herman Brood Uncut uit 2006).
Eind 2007 verscheen Pot enkele malen als presentator en interviewer in Sgt. Pepper, het muziekprogramma op televisiezender Het Gesprek.

## Ajax
Naast zijn werk als popjournalist manifesteert Pot zich in de media als Ajax-supporter. Zijn 'supportersroman' Vak 127 (2005), over opgroeiende Ajax-supporters, werd een bestseller en leverde Pot in januari 2006 de Nico Scheepmaker Publieksprijs (voor Beste Sportboek van 2005) op.
Kort na het verschijnen van Vak 127 strikte de Amsterdamse zender AT5 hem als vaste gast voor het wekelijkse Ajax-praatprogramma FC Godenzonen, waarin Pot tussen januari 2006 en juni 2007 regelmatig als analist verscheen. Van november 2006 tot juni 2007 was hij ook eindredacteur van het programma.
Inmiddels publiceerde Menno Pot vijf zeer uiteenlopende boeken over Ajax: na de supportersroman Vak 127 (2005) verscheen de 'historische stadsgids' Sporen van Ajax (2012), met verhalen over locaties in Amsterdam waar Ajax sporen naliet. 101 dingen die je weten moet voor Ajax (2016) is een feiten- en weetjes boek over de Amsterdamse club gericht, op jonge lezers. In Het nieuwe Ajax (2019) reconstrueert Pot de internationale wederopstanding van Ajax in de jaren 2016-2019 en betoogt hij dat de club zichzelf opnieuw heeft uitgevonden.
Van oktober 2007 tot de zomer van 2010 verdedigde hij zijn club Ajax in de populaire 'columntwist' De Klassieker op NUsport.nl. Feyenoord-aanhanger Jurryt van de Vooren was in die reeks zijn tegenstrever. Sinds 2015 verschijnt een wekelijkse Ajax-column van Pot in Het Parool. 
Sinds 2011 publiceert Pot als vaste medewerker artikelen in Ajax Life, de tweewekelijkse krant van de Supportersvereniging Ajax (SVA). Voor Ajax TV schreef en presenteerde hij ook de geschiedenisdocumentaire Ajax, ons dierbaar rood & wit, die in januari 2015 in première ging via Ajax TV en Fox Sports.

## Voetbal
Pot is zich als auteur gaandeweg meer gaan bezighouden met voetbal en vooral 'football culture' en tribunecultuur in bredere zin. In 2008 verscheen zijn tweede boek De Derby, een aflevering in de non-fictiereeks De Nationale Voetbalbibliotheek, over voetbalderby's. 
Ook in zijn wekelijkse voetbalcolumn op NU.nl (die hij tussen mei 2010 en oktober 2015 schreef) beperkte hij zich niet tot Ajax, maar schreef hij over voetbal in de volle breedte. Pot koos vrijwel altijd het perspectief van de liefhebber en beschreef vaker de voetbalcultuur dan het spel of de spelers zelf, veelal op luchtige, ironische toon. Hij las voetbalverhalen voor tijdens literaire avonden als 'Puur Gelul' (Den Haag) en het Total Football Festival (Amsterdam).
Sinds november 2015 werkt hij mee aan het tijdschrift Santos, waarvoor hij verhalen over voetbalcultuur schrijft.